# Ламар, Мирабо
Мирабо Бонапарт Ламар (фр. Mirabeau Buonaparte Lamar; 16 августа 1798 — 19 декабря 1859) — техасский и американский политик.
Родился в Джорджии, был предпринимателем и журналистом, основал (1828) поныне существующую газету «Columbus Enquirer», затем получил диплом юриста. В 1834 году осел в Техасе. Участвовал в войне за независимость Техаса, весной 1836 года присоединившись к армии Сэма Хьюстона. Накануне битвы при Сан-Хасинто, 20 апреля, в стычке с мексиканцами мужественно спас двух окружённых техасцев, за что был тут же повышен с рядового до полковника и был поставлен во главе кавалерии. В этом новом качестве участвовал в самой битве 21 апреля.
Второй президент (1838—1841) независимой Республики Техас. Добивался официального признания суверенитета республики со стороны европейских государств (в результате чего Техас был признан Францией, Великобританией и Бельгией) и финансовой поддержки с их же стороны (этого не произошло), предпринял несколько кровопролитных вооружённых кампаний по вытеснению с территории Техаса индейских племён чероки и команчей, перенёс столицу из Хьюстона в Остин. Получил прозвище «отец техасского образования», отвёл 50 лиг земли под два учебных заведения, ставших позднее Техасским университетом A&M и Техасским университетом в Остине.
После присоединения Техаса к США в 1846 году был депутатом законодательного собрания штата Техас, в 1857—1858 годах — посол США в Никарагуа.

## В культуре
В кинематографе
- В сериале Восстание Техаса[англ.] его сыграл Чад Майкл Мюррей.